# Nowogród Bobrzański
Nowogród Bobrzański (Duits: Naumburg am Bober) is een stad in het Poolse woiwodschap Lebus, gelegen in de powiat Zielonogórski. De oppervlakte bedraagt 14,63 km², het inwonertal 5068 (2005).

## Verkeer en vervoer
- Station Nowogród Bobrzański

## Geboren
- Andrzej Lesiak (1966), voetballer en voetbalcoach